# Zieleniec (teren zieleni)

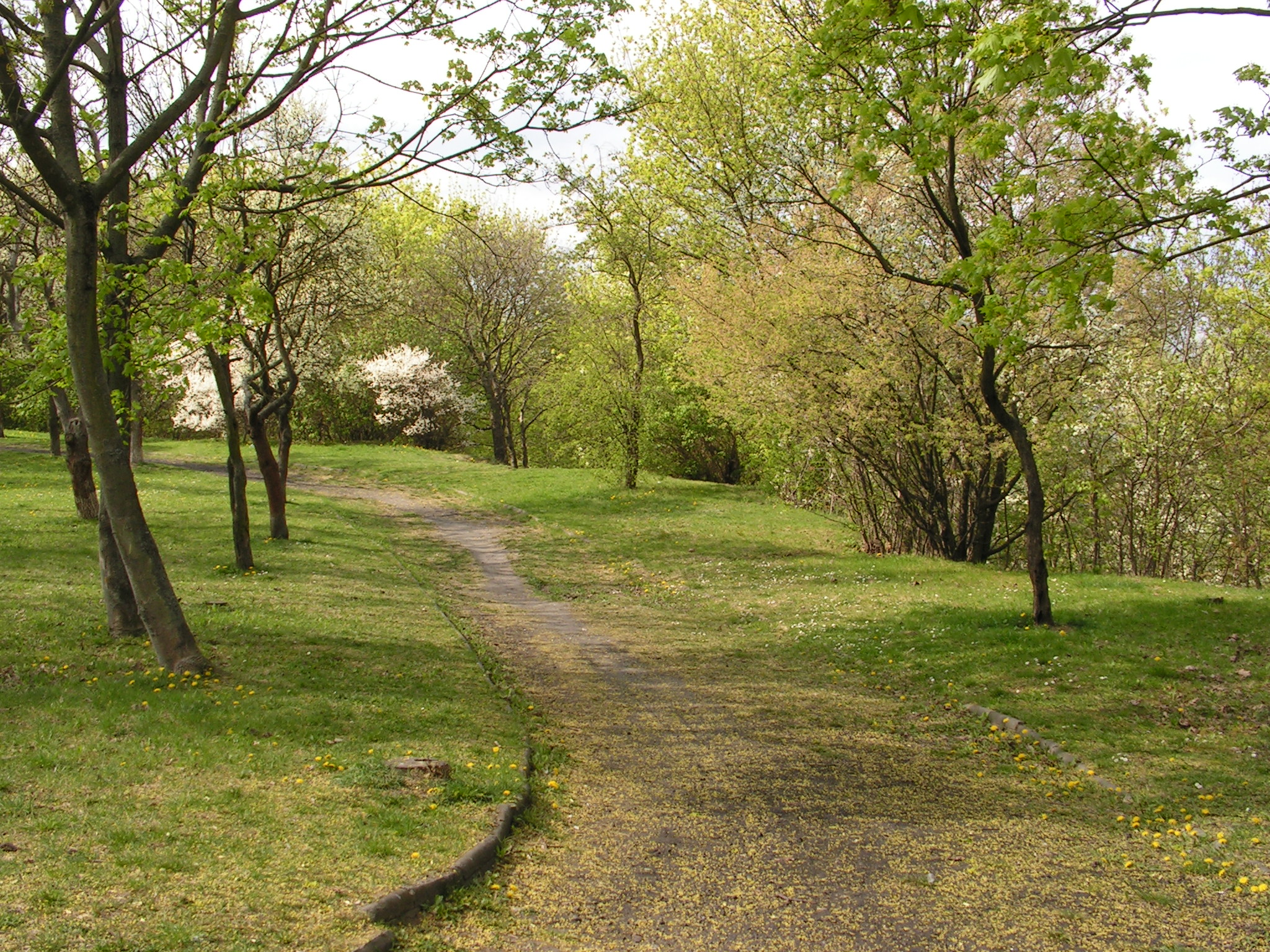
Zieleniec w dzielnicy Zazamcze we Włocławku.

Zieleniec – ogólnomiejski, w miarę zwarty przestrzennie teren zieleni o niedużej powierzchni (na ogół do 2 ha) i funkcjach reprezentacyjno-wypoczynkowych. Nie należy mylić zieleńców ze skwerami lub pasami ochronnej zieleni komunikacyjnej.
Zieleniec – stosunkowo niewielka powierzchnia zieleni, najczęściej o wielkości od kilkuset do kilku tysięcy metrów kwadratowych, przylegająca do placów i ulic lub stanowiąca otoczenie budynków i pomników. Drogi zieleńca służą do komunikacji pieszej i jednocześnie umożliwiają przechodniom krótki wypoczynek.
Zieleniec – zbiór obiektów przeznaczonych do krótkiego wypoczynku, spacerów i ozdoby, na ogół o niewielkiej powierzchni (do 2 ha).